# بيرتل أولين
بيرتللي اوهلين (Bertil Ohlin) هو اقتصادي سويدي ولد في قرية جنوب السويد في 23 نيسان 1899.
درس في جامعة لوند الرياضيات والإحصاء والاقتصاد وشملت دراساته الفرنسية والروسية، ثم انتقل إلى كلية الفلسفة بجامعه ستوكهولم وأصبح عضوا في «نادي الاقتصاد السياسي» وفي 1919 قدم ورقة عن نظرية التضخم في الاقتصاد السياسي خصوصا في حالة التوازن بين إجمالي العرض والطلب على حجم القوة الشرائيه، ووجد ان لدى البعض عند ارتفاع الأسعار ترتفع القوة الشرائيه وذلك لأن الحد من الإمدادات أثناء الحرب يمكن ان يؤدى إلى ارتفاع أسعار الكثير من السلع التي لن تؤدي تلقائيا عن انخفاض أسعار السلع.

## حياته المهنية

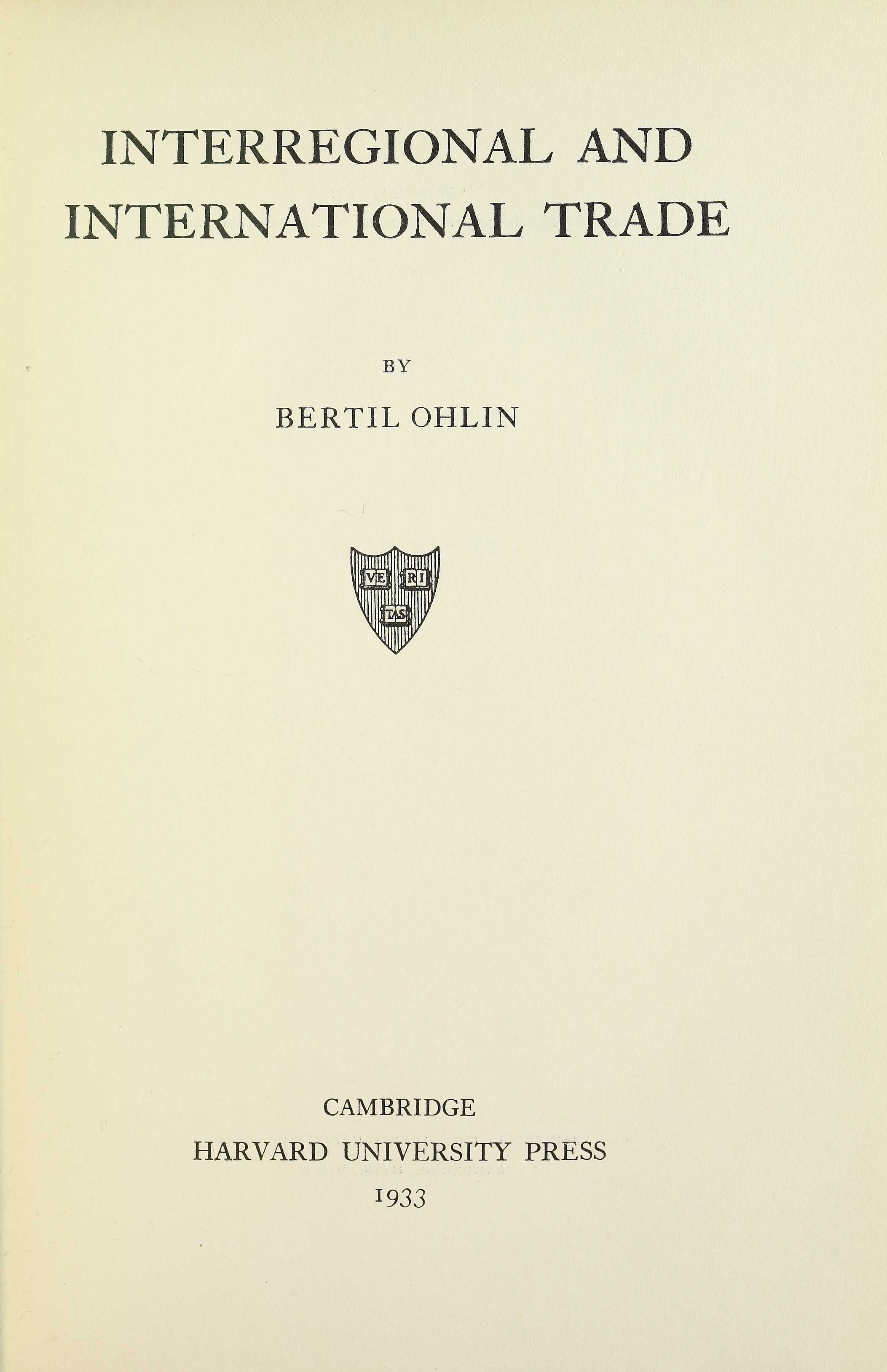
Interregional and international trade, 1933

في عام 1920 أصبح امين مساعد للمجلس الاقتصادي، الذي كان يرئسه وزير المالية ويضم تسعة من الزعماء الاقتصاديين من البنوك والصناعة والزراعة وغوستاف سامورا كممثل للعلوم الاقتصادية وكان من المصرفيين ماركوس راؤول الذي لعب هذا دورا كبيرا في السويد في الحياة الاقتصادية وفي عام 1924 حصل علي الدكتوراه في رسالة عن التجارة الدولية وفي عام 1922 حصل على راتب ضئيل من المؤسسة السويدية الأمريكية وذهب إلى كامبريدج بإنجلترا وبعد ذلك إلى جامعة هارفارد.
واعد كتابه عن نظرية الإنتاج وقضى خمس سنوات في كوبنهاغن وفي نهاية أغسطس من عام 1931 قدم تقرير حول «مسار ومراحل الكساد الاقتصادى العالمى». كما القى محاضرة عن«العجز بين السياسة المالية والسياسة النقدية في العالم» في المؤتمر الاقتصادي الأوروبي في يونيو 1931 وقدم النظرية النقدية والبطالة من ذلك الوقت ثم ركز اهتمامه بالدرجة الأولى على النظرية النقدية والتوسع الاقتصادي للاستفادة من الإنجازات السابقة كما نأنه حاول أن ينشئ نموذج لتحليل عملية التوسع في دولة غير كبيره بالإضافة الي التدابير المتخذة لمكافحة البطالة في 1934 وقد قدم مع السيد كينز «النظرية العامة للتوظيف» جزء كبير من المحاضرات نشرت في مجلة الاقتصادي 1937 تحت عنوان ستوكهولم نظرية الادخار والاستثمار.
نشر ورقة عن «حجم الاقتصادي الدولي» والذي كان جزءا من التحقيق الدولي في المشاكل الاقتصادية العالمية التي نظمتها غرفة التجارة الدولية ومؤسسة كارنيجي للسلام الدولي في عام 1938. أصبح عضوا في البرلمان السويدي كما استمر في التدريس في مدرسة ستوكهولم والقى محاضرات في جامعة كولومبيا في يناير 1947 وسلسلة من المحاضرات في اكسفورد في العام نفسه. نشر عام 1949 ورقة تحت عنوان«مشكلة تثبيت العمالة» وأيضا ورقة علمية نشرت في الاربعينات وفي السنوات العشرين التالية «المقارنة بين النظرية النقدية لمدرسة ستوكهولم و» النظرية الكميه" "الذي نشر في عام 1943 وفي السويد في عام 1970 وفي عام 1957 كتب للصحف السويديه حوالي 1200 مقالة في الصحف منها حوالي 700 ظهرت في السنوات من 1931 إلى 1943. توفى اوهلين في 1979.

## روابط خارجية
- بيرتل أولين على موقع الموسوعة البريطانية (الإنجليزية)
- بيرتل أولين على موقع مونزينجر (الألمانية)
- بيرتل أولين على موقع إن إن دي بي (الإنجليزية)
- بيرتل أولين على موقع ديسكوغز (الإنجليزية)